# 麦子店街道
麦子店街道，是中华人民共和国北京市朝陽區下辖的一个街道办事处。

## 行政区划
麦子店街道下辖以下地区：
枣营南里社区、枣营北里社区、霞光里社区、农展南里社区和朝阳公园社区。